# David Tittinger
David Tittinger (3. února 1839 Suceava – 29. května 1900 Černovice) byl rakouský podnikatel a politik židovského původu hlásící se k německé národnosti z Bukoviny, na konci 19. století poslanec Říšské rady.

## Biografie
Profesí byl obchodníkem. Vystudoval obchodní akademii. Byl židovského původu. Narodil se v roce 1839 v Suceavě, kde vystudoval tamní státní vyšší gymnázium a pak absolvoval obchodní akademii v Lipsku. Pak převzal obchod svého otce Chajima Tittingera. Angažoval se v černovické židovské náboženské obci. Od jejího ustavení v roce 1871 zasedal v jejím výboru, od roku 1884 až do své smrti byl členem jejího předsednictva. V 80. letech byl též zvolen do obecní rady v Černovicích. Působil na postu viceprezidenta obchodní a živnostenské komory v Černovicích a prezidenta černovické plodinové burzy. Prezidentem burzy byl od roku 1878, přičemž už při jejím založení roku 1877 usedl na post jejího viceprezidenta. V roce 1898 mu byl udělen titul císařského rady. V letech 1898–1900 působil u obchodního soudu.
Zasedal jako poslanec Bukovinského zemského sněmu. Byl sem zvolen v roce 1886 a dlouhodobě předsedal jeho finančnímu výboru.
Byl i poslancem Říšské rady (celostátního parlamentu Předlitavska), kam usedl v doplňovacích volbách roku 1896 za kurii obchodních a živnostenských komor v Bukovině, obvod Černovice. Nastoupil 5. března 1896 místo Heinricha Poppera. Mandát zde obhájil ve volbách roku 1897. Ve volebním období 1891–1897 se uvádí jako David Tittinger, kupec, viceprezident obchodní a živnostenské komory v Černovicích, prezident černovické plodinové burzy a obecní radní, bytem Černovice.
Po svém nástupu do parlamentu byl v březnu 1896 přijat za člena klubu Sjednocené německé levice, do kterého se spojilo několik ústavověrných proudů. Ve volbách roku 1897 se uvádí jako kandidát Německé pokrokové strany. Patřil mezi předáky německých liberálů v Bukovině. Podle informací z dubna 1897 nevyloučil vstup do poslaneckého klubu Německé pokrokové strany. Nakonec je ale již během roku 1897 uváděn jako člen poslaneckého klubu Freie Deutsche Vereinigung, který sdružoval staroliberální (staroněmecký) politický proud německého liberalismu, zatímco Německá pokroková strana měla svůj samostatný poslanecký klub.
Zemřel v květnu 1900 po dlouhé nemoci. Po několik let trpěl žaludeční nemocí.